# سه‌گانه دلار
سه‌گانه دلار (به انگلیسی: Trilogia del dollaro) که با نام سه‌گانه مرد بی‌نام نیز شناخته می‌شود، مجموعه‌ای شامل سه فیلم در سبک وسترن اسپاگتی به کارگردانی سرجو لئونه است. بازیگران اصلی آن شامل کلینت ایستوود، لی وان کلیف، جان ماریا ولونته، و ایلای والاک می‌شوند. عناوین فیلم‌ها عبارتند از به خاطر یک مشت دلار (۱۹۶۴)، به خاطر چند دلار بیشتر (۱۹۶۵) و خوب، بد، زشت (۱۹۶۶).